# It Is the Law
It Is the Law er en amerikansk stumfilm fra 1924 af J. Gordon Edwards.

## Medvirkende
- Arthur Hohl som Albert Woodruff
- Herbert Heyes som  Justin Victor
- Mona Palma som Ruth Allen
- George Lessey som Dolan
- Robert Nat Young
- Florence Dixon som Lillian Allen
- Byron Douglas som Cummings
- Olaf Hytten som Bill Elliott